# Porthesaroa noctua
Porthesaroa noctua är en fjärilsart som beskrevs av Erich Martin Hering 1926. Porthesaroa noctua ingår i släktet Porthesaroa och familjen tofsspinnare. Inga underarter finns listade i Catalogue of Life.